# Hương Ngải

## Tổng quan
Xã Hương Ngải nằm ở phía Nam huyện Thạch Thất, thành phố Hà Nội, cách trung tâm thành phố khoảng 20 km. Xã có diện tích 4,5 km², dân số năm 2021 là 10.595 người, mật độ dân số đạt 2.207 người/km².
Xã Hương Ngải nằm ở huyện Thạch Thất giáp với 5 xã và 1 thị trấn. Địa giới xã giáp :
- Phía Bắc giáp các xã Phụng Thượng và xã Tam Hiệp (huyện Phúc Thọ).
- Phía Đông giáp xã Canh Nậu
- Phía Nam giáp xã Chàng Sơn
- Phía Tây giáp các thị trấn Liên Quan và xã Phú Kim.
Xã có địa hình tương đối bằng phẳng, đất đai màu mỡ, thuận lợi cho phát triển nông nghiệp. Nơi đây có nhiều làng nghề truyền thống như: nghề làm nón, nghề làm bánh chưng, nghề làm rượu, nghề mộc, nghề thêu ren,...
Hương Ngải là một xã có bề dày truyền thống văn hóa. Nơi đây có nhiều di tích lịch sử - văn hóa như: đền thờ Đức Thánh Mẫu Liễu Hạnh, đình làng Hương Ngải, chùa Hương Ngải,...
Năm 2021, Hương Ngải được công nhận là xã đạt chuẩn nông thôn mới nâng cao.

## Lịch sử
Trước đây Hương Ngải là xã thuộc huyện Thạch Thất, phủ Quốc Oai, tỉnh Sơn Tây. Từ năm 1965 thuộc tỉnh Hà Tây, đến năm 1975 thuộc tỉnh Hà Sơn Bình. Từ 1978 đến 1991 nhập vào thủ đô Hà Nội. Từ năm 1991 lại trở về với tỉnh Hà Tây. Từ 1 tháng 8 năm 2008 thuộc Hà Nội, khi Hà Tây được sáp nhập vào Hà Nội

## Đơn vị hành chính
Xã Hương Ngải trước đây bao gồm 4 thôn: Nậu Thượng, Nậu Trong, Nậu Hạ và Nậu Tư. Nay được phân lại thành 9 thôn, đánh số từ 1 đến 9.

## Di tích - Danh thắng
- Đầu Làng có quán Nghinh Hương, tương truyền trước sau quán có 7 cây cổ thụ được trồng theo hình sao Bắc Đẩu, tượng trưng cho một làng xã có tiếng văn học. Quán Nghinh Hương được coi là nơi đã truyền tải và Việt hoá tích chèo cổ Lưu Bình - Dương Lễ, một tích chèo giàu giá trị nhân văn của danh sĩ Vũ Trinh, in sâu trong tâm trí nhiều thế hệ người dân Việt Nam. Và cũng là nơi tổ chức lễ Nghinh hương đón sĩ tử đỗ đạt ghi danh bảng vàng, hồi hương vinh qui bái tổ. Đến nay, vẫn còn truyền tụng câu ca:

"Chúc sỹ tử ứng thí tranh khôi
Nghinh tân khoa hồi hương bái tổ".
- Giữa làng có miếu thờ Tam vị Thần hoàng làng đón các già làng thọ trăm tuổi và những người đỗ đại khoa trở lên ngồi tế lễ. Đó là một cái đích để các sỹ tử Hương Ngải phấn đấu học hành và các cụ trong làng gắng luyện rèn sức khỏe để sống lâu. Tại đây có treo bức đại tự lớn do vua Tự Đức ban tặng năm 1874 với 4 chữ: "Mỹ tục khả phong". Hai bên là câu đối của Đình nguyên Hoàng Giáp Nguyễn Đăng Huân:

"Quốc Oai dực chấn Trung hưng tích
Thạch Thất lưu hương thượng đẳng từ".
- Cuối làng có Bia Văn chỉ, trong đó có đoạn viết:

"Ôi, thờ cúng và khắc bia các vị hương hiền không dám chỉ vì các vị đó, mà muốn mong con cháu sau này nối tiếp truyền thống vẻ vang của các cụ mà thôi. Thảng hoặc sau này, nếu ai có chí qua đây chiêm ngưỡng mà thấy hứng khởi, đó là điều mong muốn của cả làng ta vậy...".
Ngoài ra giữa Làng còn có Võ chỉ ghi lại sự tích, công trạng của 8 võ tướng đã lập được nhiều chiến công lớn trong các triều đại phong kiến. Như Đại trụ Quận công Bùi Khắc Vinh, Điện tiền chỉ huy sứ Cấn Hiên, Vũ thế Phó bảng Phí Đăng Thịnh,...

## Truyền thống khoa bảng
Qua ghi chép của một số thư tịch cổ, làng có sáu người đỗ đại khoa là:
1. Liêu Hiến Chương, đỗ Thái học sinh triều Lý.
2. Liêu Hiến Quang, đỗ Thái học sinh triều Lý.
3. Đỗ Hịch, đỗ Đệ tam giáp đồng tiến sĩ triều Lê (Năm 1493)
4. Phí Thạc, đỗ Đệ nhị giáp tiến sĩ xuất thân triều Mạc (Năm 1529)
5. Đỗ Thê, đỗ Đệ tam giáp đồng tiến sĩ triều Lê (Năm 1685). Là cháu 7 đời của Tiến sĩ Đỗ Hịch
6. Nguyễn Đăng Huân, sinh năm 1805, đỗ Đình nguyên - Hoàng giáp tiến sĩ khoa Kỷ Sửu 1829, niên hiệu Minh Mạng thứ 10.